# Hōsekisho Richard-shi no Nazo Kantei
Hōsekisho Richard-shi no Nazo Kantei (宝石商リチャード氏の謎鑑定?  lit «Las evaluaciones misteriosas del señor Richard el joyero») es una serie de novelas ligeras japonesas escritas por Nanako Tsujimura e ilustradas por Utako Yukihiro. Shūeisha ha publicado ocho volúmenes desde 2015 bajo su sello Shūeisha Orange Bunko. Una adaptación al manga con arte de Mika Akatsuki ha sido serializada en la revista shōjo Gekkan Comic Zero Sum de Ichijinsha desde el 28 de noviembre de 2019. Una serie de anime producida por el estudio Shuka fue estrenada 9 de enero de 2020.

## Sinopsis
La historia se centra en el tasador de joyas, Richard Ranashinha Dvorpian, y el brillante y alegre estudiante universitario, Seigi Nakata, mientras, juntos, descubren los mensajes ocultos e historias que se encuentran dentro de las joyas, a manos de sus clientes.

## Personajes
Richard Ranashinha Dvorpian (リチャード・ラナシンハ・ドヴルピアン Richādo Ranashinha Dovurupian?)
 Seiyū: Takahiro Sakurai
Seigi Nakata (中田正義 Nakata Seiji?)
 Seiyū: Yūma Uchida
Shōko Tanimoto (谷本晶子 Tanimoto Shōko?)
 Seiyū: Kana Hanazawa
Haruyoshi Shimomura (下村晴良 Shimomura Haruyoshi?)
 Seiyū: Yūichi Iguchi
Jeffrey Claremont (ジェフリー・クレアモント?)
 Seiyū: Masaya Matsukaze
Henry Claremont (ヘンリー・クレアモント?)
 Seiyū: Yūki Kaji

## Contenido de la obra

### Anime
La adaptación a serie de anime fue anunciada el 7 de agosto de 2019. La serie fue animada por el estudio Shuka y dirigida por Tarou Iwasaki, con guiones de Mariko Kunisawa, diseño de personajes de Natsuko Kondou y la composición musical por Nobuko Toda. Fue emitida entre el 9 de enero y el 26 de marzo de 2020 en AT-X, Tokyo MX, BS11 y Wowow. Nagi Yanagi interpreta el tema de apertura Hōseki no Umareru Toki, mientras que Da-ice interpreta el tema de cierre Only for you.